# Anderson Torres
Anderson Gustavo Torres (Brasília, 25 de setembro de 1976) é um ex-delegado de polícia e político brasileiro, filiado ao União Brasil (UNIÃO). Foi ministro da Justiça e Segurança Pública do Brasil entre 30 de março de 2021 e 31 de dezembro de 2022, durante o governo Jair Bolsonaro. Também foi secretário de Segurança Pública do Distrito Federal. 
Foi exonerado do cargo de secretário de segurança pública do Distrito Federal por indícios de conivência com os atos violentos e antidemocráticos que culminaram na invasão e depredação das sedes dos três Poderes por bolsonaristas em 8 de janeiro de 2023, em Brasília. Pelos mesmos motivos, teve sua prisão preventiva decretada pelo Supremo Tribunal Federal (STF) em 10 de janeiro de 2023, sendo preso no dia 14 de janeiro. 
Em fevereiro de 2025, foi denunciado pela Procuradoria-Geral da República, junto a outros ex-integrantes do governo Bolsonaro, pelo possível envolvimento no planejamento de um golpe de Estado após as eleições de 2022, que visava uma intervenção na justiça eleitoral, a dissolução do STF e do Congresso Nacional, e a formação de uma comissão interventora formada por militares e civis. Atualmente, se encontra sob monitoração eletrônica, não podendo sair do distrito federal e com autorização para sair de sua residência apenas em dias de semana.

## Formação e carreira policial
Anderson Torres formou-se em direito pelo Centro Universitário de Brasília (CEUB) e possui especialização em Ciência Policial, Investigação Criminal e Inteligência Estratégica pela Escola Superior de Guerra (ESG). Foi  professor da Academia de Polícia Civil do estado de Roraima, da Academia da Polícia Militar do Distrito Federal (PMDF) e da Academia Nacional da Polícia Rodoviária Federal.
Foi papiloscopista da Polícia Civil do Distrito Federal (PCDF) e desde 2003 é delegado da Polícia Federal. Coordenou investigações voltadas ao combate ao crime organizado na Superintendência da Polícia Federal, em Roraima, entre 2003 e 2005, tendo atuado em operações na reserva indígena Raposa Serra do Sol.

## Política
Foi diretor de assuntos legislativos da Associação dos Delegados da Polícia Federal (ADPF), em Brasília. Na Câmara dos Deputados, coordenou comissões sobre temas relacionados à segurança pública e combate ao crime organizado, bem como foi chefe de gabinete do deputado Fernando Francischini (PSL).
De 2019 a 2021, foi secretário de Segurança Pública do Distrito Federal, nomeado pelo governador Ibaneis Rocha (MDB).
Em 29 de março de 2021, foi anunciada a sua indicação pelo presidente Jair Bolsonaro para o cargo de ministro da Justiça e Segurança Pública. Foi nomeado e tomou posse no dia seguinte.
Em abril de 2021, Torres se filiou ao Partido Social Liberal (PSL) e foi designado como presidente do diretório do partido no Distrito Federal. Manteve-se filiado à legenda após a fusão do PSL com o Democratas (DEM), que constituiu o União Brasil.
Com o término do governo Bolsonaro, Torres foi exonerado do cargo de ministro em 31 de dezembro de 2022.
Em 2 de janeiro de 2023, foi nomeado outra vez para o cargo de secretário de Segurança Pública do Distrito Federal pelo governador reeleito Ibaneis Rocha.

## Acusação de participação no planejamento de um golpe de Estado

### Invasões na Praça dos Três Poderes
No dia 8 de janeiro de 2023, seis dias após Torres assumir o cargo de secretário de Segurança Pública do Distrito Federal, militantes bolsonaristas invadiram a Praça dos Três Poderes e depredaram o Palácio do Planalto, o Congresso Nacional e o Supremo Tribunal Federal. Torres se encontrava então nos Estados Unidos. Em sua conta no Twitter, condenou os ataques.
Em razão do mal-estar político causado por sua ausência durante o ocorrido, além de ser acusado de negligência e de conivência com os atos, Torres foi exonerado pelo governador Ibaneis Rocha no mesmo dia.  Mais tarde, ainda na mesma data, o presidente Lula decretou intervenção federal na área de Segurança Pública do Distrito Federal, e no dia seguinte o próprio governador do DF foi afastado temporariamente do cargo por determinação do ministro do Supremo Tribunal Federal (STF), Alexandre de Moraes.

### Prisão
A Advocacia Geral da União (AGU) requereu ao STF a prisão de Anderson Torres, em virtude daquilo que foi interpretado como uma conduta omissiva da Secretaria de Segurança Pública do DF diante do ataque terrorista na Praça dos Três Poderes. O ex-secretário negou que tenha sido conivente com os ataques e chamou de "absurda" a hipótese de sua participação nos atos.
No dia 10 de janeiro de 2023, o STF atendeu a requerimento do diretor geral da Polícia Federal e deferiu uma operação de busca e apreensão na casa de Torres, bem como a sua prisão preventiva. Na decisão, que também determinou a prisão do comandante da Polícia Militar do Distrito Federal, o ministro Alexandre de Moraes considerou como fatos que indicariam a omissão e conivência do ex-secretário de Segurança Pública a ausência de policiamento necessário na Praça dos Três Poderes, em especial do Comando de Choque da Polícia Militar do Distrito Federal; a autorização para que mais de 100 ônibus ingressassem livremente em Brasília, sem qualquer acompanhamento policial, mesmo sendo fato notório que faziam parte de atos violentos e antidemocráticos que vinham ocorrendo desde o fim das eleições de 2022; e a "total inércia" ao não desmontarem o acampamento criminoso na frente do QG do Exército, "mesmo quando patente que o local estava infestado de terroristas".
A ordem de prisão foi cumprida no dia 14 de janeiro, quando Torres retornou dos Estados Unidos e desembarcou em Brasília. Em 24 de fevereiro, sua casa foi alvo de uma ação de busca e apreensão do Ibama, onde encontrou-se mais de 60 aves silvestres. Torres recebeu uma multa de 54 mil reais, da qual recorre.
Após 117 dias preso, Torres teve sua liberdade provisória concedida por determinação do ministro Alexandre de Moraes.  Na decisão, o ministro concluiu que a manutenção da prisão preventida naquele momento não era mais "adequada e proporcional" e, portanto, optou por substituí-la por medidas alternativas. Essas medidas incluem proibição de ausentar-se do Distrito Federal, recolhimento domiciliar com uso de tornozeleira eletrônica, afastamento do cargo de Delegado de Polícia Federal, obrigação de apresentar-se perante o Juízo da Vara de Execuções Penais, proibição de sair do país, cancelamento dos passaportes, suspensão do porte de arma de fogo, proibição de utilizar redes sociais e de comunicar-se com os demais envolvidos.

### Investigação
Durante a busca e apreensão na casa do ex-ministro da justiça, foi encontrada uma minuta que previa a instauração de um estado de defesa na sede do Tribunal Superior Eleitoral (TSE). Além disso, pretendia-se instaurar uma comissão a fim de fiscalizar o TSE e produzir um relatório que analisaria a lisura das eleições de 2022. Na ocasião, Torres alegou que este documento não era de sua autoria e seria "descartado oportunamente". Em depoimento perante a CPMI dos Atos Antidemocráticos, Torres reafirmou que a "minuta do golpe" não foi para o lixo por mero descuido e classificou o documento como "fantasioso".
Em 18 de setembro de 2023, o portal Metrópoles divulgou que a Polícia Federal encontrou, no telefone celular apreendido de Torres, uma série de conteúdos considerados pelos investigadores como golpistas, por exemplo, material convocando para “concentração nos quartéis” com objetivo de “exigir intervenção federal”, notícias falsas sobre fraude nas eleições de 2022 e sobre o ministro Alexandre de Moraes, bem como uma imagem, datada de dezembro de 2022, insinuando a execução do então presidente eleito Luiz Inácio Lula da Silva em uma forca.
A Polícia Federal deflagrou no dia 8/2/2024 a Operação Tempus Veritatis para apurar organização criminosa que atuou na tentativa de golpe de Estado e abolição do Estado Democrático de Direito, para obter vantagem de natureza política com a manutenção do então presidente da República no poder. Anderson Torres foi um dos 33 alvos de busca e apreensão.
Em 16 de agosto de 2024, a PF indiciou Anderson Torres e Silvinei Vasques, ex-diretor-geral da Polícia Rodoviária Federal (PRF), por impedir o deslocamento de eleitores de Lula da região Nordeste para os locais de votação durante a eleição de 2022. Além deles, outros quatro policiais federais cedidos ao Ministério da Justiça também foram indiciados com base no artigo 359-P do Código Penal: Alfredo de Souza Lima Coelho Carrijo, Fernando de Sousa Oliveira, Leo Garrido de Salles Meira e Marília Ferreira de Alencar. A investigação da PF afirma que há indícios de que os indiciados atuaram para impedir o deslocamento dos eleitores.
Em 21 de novembro de 2024, foi indiciado no inquérito que investiga a tentativa de golpe de estado para manter Bolsonaro no poder mesmo após a derrota para Lula nas eleições de 2022.
No dia 18 de fevereiro de 2025, o PGR apresentou denúncia contra Bolsonaro e outras pessoas, com base no relatório da PF sobre o caso. Torres foi acusado de golpe de estado, abolição violenta do Estado Democrático de Direito e organização criminosa. Em 26 de março a primeira turma do STF aprova por unanimidade a denúncia da PGR e Torres foi considerado um dos oito réus, incluindo o próprio ex-presidente Jair Bolsonaro, por tentativa de golpe de estado.
No dia 10 de junho de 2025, durante depoimento ao STF nesta terça-feira, Anderson Torres negou ter detectado fraude nas urnas eletrônicas e disse ter informado isso ao ex-presidente Jair Bolsonaro. Ao ser cobrado por Alexandre de Moraes sobre falas na reunião ministerial de 2022, alegou que apenas transmitia análises técnicas da Polícia Federal. Sobre seu celular, afirmou que perdeu o aparelho durante uma viagem aos Estados Unidos, antes de ser preso.  